# 宇根山
宇根山（うねやま）は、広島県三原市と世羅町に位置する山。最高地点は、三原市久井町の北東部に位置し、備南最高峰と謳われている。弘法大師の修行場として伝えられ、柴栗伝説が知られている。
宇根山のふもと（標高480m〜530m）には、1964年（昭和39年）、国の天然記念物に指定された久井岩海がある。

## 周辺施設
- 宇根山天文台 - 口径60ｃｍの大型反射望遠鏡や、15ｃｍ屈折望遠鏡、デジタルプラネタリウムなどが設置されている。
- 宇根山家族旅行村 - オートキャンプ場と、バーベキューができるデイキャンプ場がある。12月から3月は閉村期間。ワイルド度が高いキャンプ場として親しまれている。

## 放送送信設備

### FM補完中継局
| 周波数（MHz）               | 放送局名     | 中継局名 | 空中線電力 | 実効輻射電力 | 放送対象地域 | 放送区域内世帯数 | 開局年月日    |
| --------------------------- | ------------ | -------- | ---------- | ------------ | ------------ | ---------------- | ------------- |
| 94.6                        | RCC 中国放送 | 久井     | 100W       | 220W         | 広島県       | 約14000世帯      | 2017年10月1日 |
| ※所在地は世羅郡世羅町宇根山 |              |          |            |              |              |                  |               |

中国放送は2017年9月28日に総務省中国総合通信局より免許が付与され、広島県で3局目のFM補完中継局として運用開始した。

### コミュニティFM中継局
| 周波数（MHz） | 放送局名 | 空中線電力 | 実効輻射電力 | 放送区域内世帯数 | 開局年月日   | 所在地           |
| ------------- | -------- | ---------- | ------------ | ---------------- | ------------ | ---------------- |
| 87.4          | FMみはら | 5W         | 23W          | -                | 2018年5月1日 | 三原市久井町吉田 |